# Кубічна сингонія

Кубічна сингонія

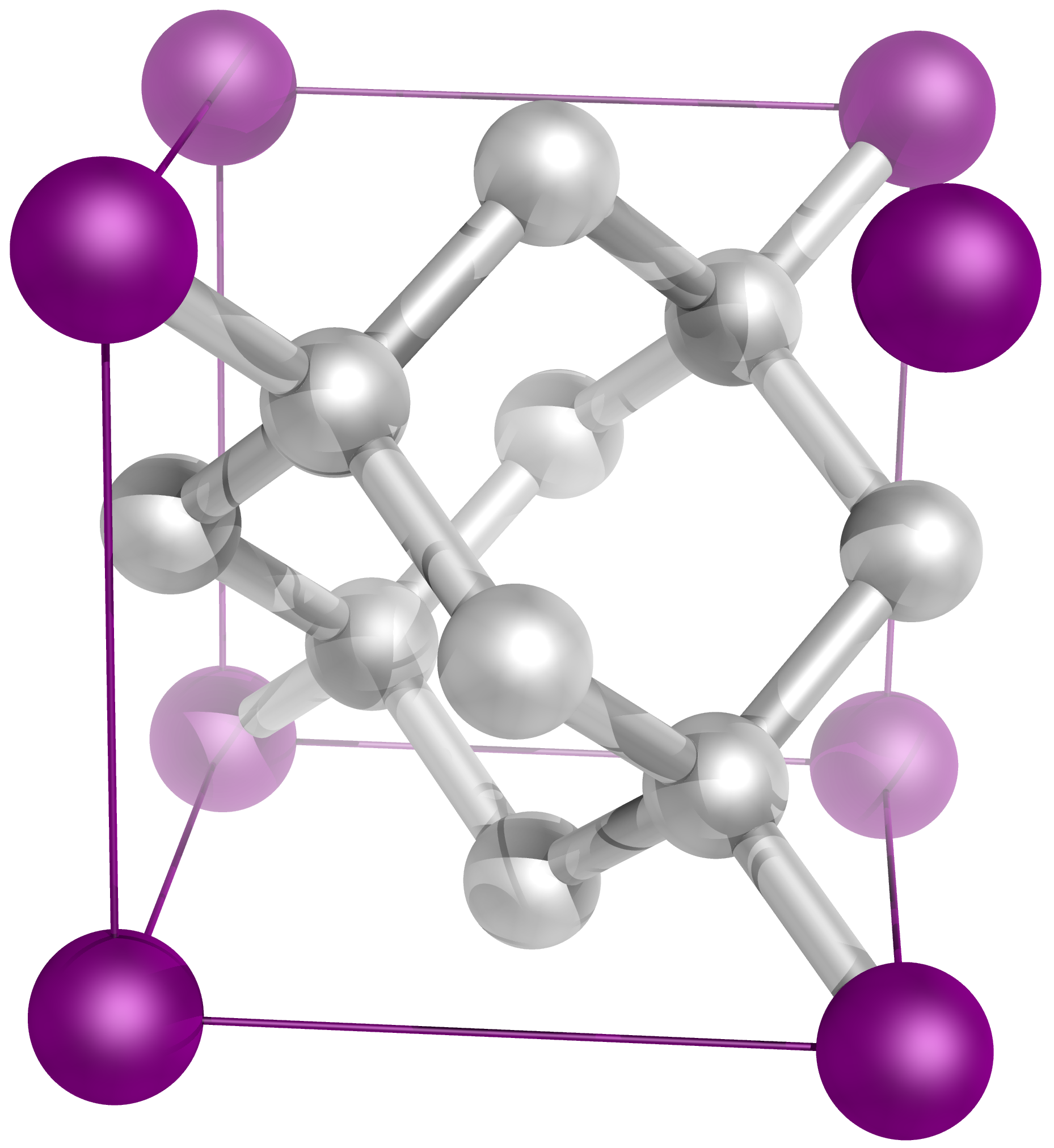
Структура алмазу. Приклад кубічної структури.

Кубі́чна синго́нія — тип сингонії кристалічної ґратки.
Позначення: Oh, c.
Кристалічні класи: T, Th, Td, O, Oh.
Кристалічна сингонія найвищої симетрії. Усі три базисні вектори рівні й перпендикулярні між собою.

## Ґратки Браве
Крім простої кубічної існують ще дві ґратки Браве: об'ємноцентрована кубічна (ОЦК) та гранецентрована кубічна (ГЦК).

## Приклади
Алмаз, арсенід галію, Кам'яна сіль, залізо, мідь, пірит